# Зімбру (Келераш)
Зімбру (рум. Zimbru) — село у повіті Келераш в Румунії. Входить до складу комуни Улму.
Село розташоване на відстані 67 км на схід від Бухареста, 33 км на північний захід від Келераші, 136 км на захід від Констанци.

## Населення
За даними перепису населення 2002 року у селі проживали 208 осіб, усі — румуни. Усі жителі села рідною мовою назвали румунську.